# 새봄 (배우)
새봄(본명:  1993년 12월 24일 ~ )은 대한민국의 영화배우다. 2019년 영화 《어린 이모 2》로 데뷔했다. 현재까지 100작품 이상 출연한 다작 배우다.